# Juan Barros
Juan José Barros Araujo (kurz Juan Barros; * 24. Juni 1989 in Barranquilla, Kolumbien) ist ein ehemaliger peruanisch-kolumbianischer Fußballspieler. Der Defensivspieler stand bis Ende 2010 auf Leihbasis im Aufgebot des TSV 1860 München.

## Laufbahn

### Verein
Barros begann beim kolumbianischen Deportivo Cali mit dem Fußballspielen, dort spielte er bis zum Alter von acht Jahren. Nach dem Umzug seiner Familie nach Peru spielte er in den Jugendmannschaften von Centro Iqueño, Deportivo Zúñiga, Cantalao und Circolo Sportivo Italiano. 2005 ging er mit 15 Jahren zum Coronel Bolognesi FC. Am 25. Mai 2006 gab er dort sein Debüt in der Primera División Peruana, als er beim Spiel bei Sporting Cristal eingewechselt wurde. Für die erste Hälfte der Spielzeit 2010 wurde er an den Erstligisten Universitario de Deportes ausgeliehen.
Nachdem er schon im Dezember 2009 ein Probetraining beim deutschen Bundesligisten Werder Bremen absolviert hatte, trainierte er im Juli und August 2010 erneut mit den Bremern. Verpflichtet wurde er jedoch nicht, da er als Südamerikaner nicht für Bremens zweite Mannschaft spielberechtigt wäre.
Am 31. August 2010, kurz vor Ende der Transferperiode, wechselte er bis Jahresende leihweise zum deutschen Zweitligisten TSV 1860 München. Bei den Münchner Löwen ist er für die Position des linken Außenverteidigers oder des linken Mittelfeldspielers vorgesehen. Am 11. September stand er im Spiel beim MSV Duisburg in der Startaufstellung und gab damit sein Debüt für die Sechzger. Bis zur Winterpause kam er zu keinem weiteren Einsatz und kehrte zur Jahreswende nach Peru zurück.
Anfang 2011 wechselte Barros zu FBC Melgar. Die Saison 2011 beendete er mit seiner Mannschaft mit dem Klassenverbleib. Anfang 2012 schloss er sich Ligakonkurrent Sporting Cristal an. Das Team gewann die Hinrunde, Barros kam jedoch nur viermal zum Einsatz. Mitte 2012 verließ er den Verein zu CD Cobreloa nach Chile. Anfang 2013 kehrte er nach Peru zurück, wo ihn Unión Comercio verpflichtete. Er war Stammspieler und erreichte mit seiner Mannschaft in der Relegation den Klassenerhalt. Anfang 2014 wechselte er zum Ligakonkurrenten Club Universidad Técnica de Cajamarca. Im Jahr 2015 beendete er seine Karriere.

### Nationalmannschaft
Im Januar 2009 nahm Barros mit der peruanischen U-20-Nationalmannschaft an der U-20-Südamerika-Meisterschaft teil.